# Mixstafett vid världsmästerskapen i skidskytte 2012
Mixstafetten vid Skidskytte-VM 2012 avgjordes torsdagen den 1 mars 2012 med start klockan 15:30 (CET) på Chiemgau-Arena i Ruhpolding, Tyskland. 
Detta var skidskyttarnas första tävling på mästerskapen. Distansen var 2 x 6 + 2 x 7,5 km. Först körde två damer två sträckor var på 6 km och därefter körde två herrar de två resterande sträckorna på 7,5 km. Det var totalt åtta skjutningar; fyra liggande + fyra stående. Varje åkare hade fem ordinarie skott + tre extraskott per skjuttillfälle. Om det fanns icke träffade mål kvar efter totalt åtta avlossade skott bestraffades laget med straffrunda (-or).
Guldmedaljörer blev Norge med Tora Berger, Synnøve Solemdal, Ole Einar Bjørndalen och Emil Hegle Svendsen. Egentligen var Slovenien först i mål, men eftersom en måltavla inte föll upp vid Ole Einar Bjørndalens träff vid en skjutning så drog man av 28 sekunder från Norges tid och därmed blev först i resultatlistan.

## Tidigare världsmästare
| År   | Ort             | Mästare   |
| ---- | --------------- | --------- |
| 2007 | Antholz         | Sverige   |
| 2008 | Östersund       | Tyskland  |
| 2009 | Pyeongchang     | Frankrike |
| 2010 | Chanty-Mansijsk | Tyskland  |
| 2011 | Chanty-Mansijsk | Norge     |

## Resultat[1]
| Placering | Namn                                                                  | Nation      | Tid       | Straffrundor + extraskott     |
| --------- | --------------------------------------------------------------------- | ----------- | --------- | ----------------------------- |
| 1         | Tora Berger Synnøve Solemdal Ole Einar Bjørndalen Emil Hegle Svendsen | Norge       | 1:12.29,3 | 0 + 00 1 + 03 02 + 02 0 + 02  |
| 2         | Andreja Mali Teja Gregorin Klemen Bauer Jakov Fak                     | Slovenien   | +20,2     | 01 + 00 1 + 00 3 + 02 0 + 00  |
| 3         | Andrea Henkel Magdalena Neuner Andreas Birnbacher Arnd Peiffer        | Tyskland    | +32,8     | 02 + 01 01 + 02 0 + 00 1 + 13 |
| 4         | Anna Maria Nilsson Helena Ekholm Björn Ferry Fredrik Lindström        | Sverige     | +1.00,0   | 01 + 02 0 + 00 2 + 01 01 + 02 |
| 5         | Olga Viluchina Olga Zajtseva Dmitrij Malysjko Anton Sjipulin          | Ryssland    | +1.27,7   | 0 + 00 + 02 01 + 01 01 + 00   |
| 6         | Nadzeja Skardzina Darja Domratjeva Sjarhej Novikaŭ Jaŭhen Abramenka   | Vitryssland | +1.52,9   | 0 + 01 02 + 02 0 + 00 1 + 01  |